# زنجان (محافظة)
محافظة زنجان هي إحدى محافظات إيران الإحدی والثلاثين. ثلاثة أربع سكانها من الآذريين الأتراك، كما المدن والقرى في جنوب غرب المحافظة كُرديّة مع سكان أكراد والبقية فرس. عاصمتها زنجان ومن مدنها التاريخية سلطانية.